# 桃屋
株式会社桃屋（ももや、英: Momoya Co, Ltd.）は、「ごはんですよ!」に代表される海苔製品や、その他漬物等を製造する食品メーカーである。本社は東京都中央区日本橋蛎殻町二丁目。1920年（大正9年）4月創業。
三木のり平を主人公としたアニメCMは1958年（昭和33年）に開始され、以来桃屋の顔になっている。三木をモチーフとして登場するキャラクター「のり平」は、すべて鼻先まで下げた丸い眼鏡をかけているのが特徴（人間だけでなく動物や商品の具材までもかけている）。詳細は#CMの節を参照。

## 社名の由来
会社のマークには桃とその下に左向きの矢が描かれている。
創業者の小出孝男は中国・上海の商学校出身で、そこで学んでいた時に桃が古来中国では吉兆や長寿のシンボルであることを知った。そこで社名を「桃屋商店」にした。創業当時からラッキョウや野菜のみりん漬けの瓶詰を販売し、日本国内はもとより中国やアメリカへも輸出していた。

## 沿革
- 1920年（大正9年）  - 瓶詰・缶詰を製造販売する企業として「桃屋商店」を創業。
- 1943年（昭和18年） - 太平洋戦争時に国からの命令（企業合同の政令）で他の同業企業と合併。社名は「東興食品」となり、軍隊向けの缶詰などを製造。
- 1945年（昭和20年） - 東京大空襲で工場を焼失。
- 1946年（昭和21年） - 戦後に「東興食品」から分離独立し、再び「桃屋食品工業」として事業を再開。
- 1950年（昭和25年） - のり佃煮の「江戸むらさき」を発売。
- 1951年（昭和26年） - 「株式会社桃屋」に商号変更。
- 1952年（昭和27年） - 「桃屋のいか塩辛」を発売。
- 1958年（昭和33年） - 三木のり平のキャラクターを使用したアニメのテレビCMを放送開始。
- 1963年（昭和38年） - 消費者の高級品嗜好に応えて「江戸むらさき特級」を発売。
- 1968年（昭和43年） - 「桃屋のメンマ」「桃屋のザーサイ」を発売。
- 1973年（昭和48年） - 「ごはんですよ!」を発売。
- 1976年（昭和51年） - 「桃屋のつゆ」を発売。
- 1987年（昭和62年） - 「桃屋の穂先メンマやわらぎ」を発売。
- 2009年（平成21年） - 「辛そうで辛くない少し辛いラー油」を発売。創業以来最大のヒット商品となる。

## 事業所
本社
東京都中央区日本橋蛎殻町二丁目16番2号
春日部工場
埼玉県春日部市赤沼410  　（春日部は創業者小出孝男の出身地）
松阪工場
三重県松阪市鎌田町934-1
営業所
札幌市、仙台市、さいたま市、新潟市、金沢市、静岡市、名古屋市、大阪市、広島市、高松市、福岡市、沖縄県

## 主な製品
- 江戸むらさきシリーズ - 海苔の佃煮。
  - 江戸むらさき（オリジナル） - 1950年発売のロングセラー製品。
  - 江戸むらさき 特級 - 1963年発売。
  - ごはんですよ! - 1973年発売。海苔佃煮の代名詞ともいえる基幹製品。
  - ごはんですよ! しいたけのり - 1975年発売。瓶の外からしいたけが見えるのが特徴的。ただししいたけのり自体は「江戸むらさき しいたけのり」として1967年に発売していた。
  - あまいですよ! - 2005年発売。
  - 江戸むらさき 生のり -　2008年発売。
  - 梅ぼしのり - 1988年発売。瓶の外から梅の実が見えるのが特徴。
  - 唐がらしのり - 1998年発売。
  - 角切りのり（ごまラー油味・甘辛かつお醤油味） - 海苔の佃煮ではなく「バラ煮」。現在は「新・角切りのり ごまラー油味」のみ発売。それ以前にも2002年に「角切り江戸むらさき」として新発売していた。
  - 辛子明太子のり - 2023年発売。海苔佃煮に辛子明太子を使用した海苔佃煮。ただし「江戸むらさき 辛子明太子のり」とは違う商品。
  - なめ茸むらさき（販売終了） - 1968年発売。
  - なめ茸むらさき 特級（販売終了） - 1968年発売。
  - 幼なじみ（販売終了） - 1969年発売。「江戸むらさき」を子供向けに甘めにしたもの。
  - 石狩（販売終了） - 1977年発売。「江戸むらさき」に鮭を配合。
  - お父さんがんばって!（販売終了） - 1978年発売。塩分や糖分を控えめにした「江戸むらさき」。
  - 生のり特級（販売終了）
  - 帆立貝柱のり（販売終了）
  - オ!イCです（販売終了） - 1983年発売。ビタミンEとカルシウムを配合。
  - OCaさん鉄だって!（販売終了） - 1989年発売。オリゴ糖と骨カルシウム（魚）・鉄分（ヘム鉄）を配合。
  - 海苔もかわった（販売終了） - 1991年発売。3種類存在した。
  - いただきます（販売終了） - 1988年発売。甘口タイプ。
  - ハ長調（販売終了） - 1985年発売。海苔の葉が従来の「江戸むらさき」よりも長い。
  - 辛子明太子のり（販売終了）
  - 江戸むらさき 生のり特級（販売終了） - 1985年発売。
  - しいたけのり（販売終了） - 1967年発売。
  - 帆立貝柱のり（販売終了） - 1985年発売。
  - 花椒のり（販売終了） - 2000年に「江戸むらさき」50周年記念商品として発売。
  - 黒ごまのり（販売終了）
  - ごはんですよ! 元気っ子（販売終了） - 1993年に「江戸むらさき ごはんですよ!」20周年記念商品として発売。海苔佃煮にカロチン豊富なにんじんジュースとかぼちゃペーストを配合し、さらにカルシウムや鉄分も配合。かつての「江戸むらさき 幼なじみ」より子供向けに。
  - ごはんですよ! 甘口 ジャンケン・ポン（販売終了） - 2001年発売。
  - ごはんですよ! 減塩（販売終了）
  - 青じそのり（販売終了）
  - 柚子とうがらしのり（販売終了） - 2016年発売。
  - 柚子こしょうのり（販売終了） - 2018年発売。
  - 鯛みそ - 1920年発売[3]。
  - あまだきでんぶ - 1920年発売[4]。
- 花らっきょう - 1921年発売。
- 花らっきょう スイートピックルス（販売終了）
- 花らっきょう 黄金（販売終了）
- 花らっきょう 柚子風味（販売終了）
- 花らっきょう 特級（販売終了） - 1996年発売。
- いか塩辛 - 1952年発売。塩分は海水(3 - 4%)の約5 - 6倍に相当する。
- かつを塩辛
- 酒盗 - 1979年発売。国産の鰹の内臓のうち、胃や腸などの硬わたのみを使用。
- 味付メンマ - 1968年発売。これまで「支那竹」といわれていたタケノコの加工食品が「メンマ」という名称で呼ばれるようになるきっかけを作った。
- 穂先メンマやわらぎ - 1987年発売。その名が示すとおり、筍の先端の柔らかい部分のみを用いて作られたメンマ。2017年には穂先メンマやわらぎ発売30周年記念として「香ばし葱油味 穂先メンマ」が発売された。
- 穂先メンマ葱油味- 2023年発売。
- 香ばし葱油味　穂先メンマ   -  2017年発売。（販売終了）
- 長葱メンマ（販売終了）-  2003年発売。
- 新味メンマ（販売終了）
- きざみザーサイ  -  2024年発売。
- 味付ザーサイ - 1968年発売。
「辛そうで辛くない 少し辛いラー油」のTV CMに引き続き、2010年秋頃から怒髪天が出演するTV CMがスタート。なお、ザーサイはラー油のCMとは異なり、新商品ではなく昔から存在する商品のCMである。CMにはメンバー全員が出演しており、楽曲はCMのための書き下ろし楽曲「キタカラキタオトコ」が採用されている。
- 新味榨菜（販売終了）
- キムチの素 - 1975年発売。これまで「朝鮮漬」とよばれていた韓国の漬物「キムチ」の名を日本に広めるきっかけを作った。
- 海鮮キムチの素プレミアム - 2022年発売。
- 海鮮キムチの素特級（販売終了） - 2001年発売。
- 五目寿司のたね - 1977年発売。にんじん・れんこん・たけのこ・かんぴょう・しいたけ・高野豆腐・油揚げ入り。別添で粉末の酢がついている。
- チャント五目寿司のたね - 1995年発売。大きめに切った5種類の具材と酢が入っている。
- 桃屋のつゆ - 1976年発売。
  - つゆ 大徳利・小徳利（濃縮2倍）
  - つゆ特級（濃縮2倍）- 化学調味料無添加
  - つゆ（濃縮3倍） - 1994年発売。
  - 桃屋の醤油を使わずに厚削り一番だしと焼あごだしで仕上げた白だし -  2018年発売。
  - 塩だしつゆ（販売終了） -  2009年発売。3種のだしを使い、赤穂の塩で仕上げた。醤油は一切使用なし。
  - 板前さんの味（販売終了） - 1998年発売。
  - つゆ淡麗（濃縮2倍）（販売終了） - 2001年発売。
  - 煮込みつゆ（販売終了）　
  - つゆストレート（販売終了） -  2003年発売。 コンビニエンスストア限定販売商品。
  - 桃屋のつゆ剱（販売終了） - 1996年発売。
- 梅ごのみ - 1972年発売。鰹節・刻み昆布・しそを配合した練り梅。
- 梅ごのみつぶつぶ（販売終了）
- 梅ごのみかつおうめ（販売終了）
- 辛そうで辛くない少し辛いラー油
2009年8月発売。通称：「桃ラー」。2000年代後半より流行し始めた「具材を食べることの出来るラー油」の一種で、内容もラー油そのものに比べて固形物が相当多めになっている[5]。商品名が示すとおり辛味は控えめ。「調理経験の余りない人を対象にした何にでも使える汎用性の高い調味料」という商品コンセプトで開発された[6]。
新発売以降、少しずつ売上を伸ばしていたが、2009年秋にロックバンドの怒髪天の増子直純を起用したテレビCMを放送したところ売上が急上昇して品薄状態となり、ラー油分野のシェア（日経POS情報サービス調べ）が、CM放送前の十数%からCM放送後の数週間で60%近くまで高まり、状況を考慮してCMを一時的に自粛したがそれでも生産が追いつかないほど、同社の予想を遥かに上回る売上記録と購入者からの好評を得た[6][7]。その後、増産体制で対応しているが、2010年前半においても解消の目処が立っていないため、品薄状態が一部で継続している[5][6]。日経トレンディの「2010年ヒット商品ベスト30」では「食べるラー油」が1位となり、また2010年ユーキャン新語・流行語大賞受賞においてもトップテンに「食べるラー油」が選出され、受賞者として桃屋社長が出席している。2011年度食品ヒット大賞受賞[8]。
- しびれと辛さががっつり効いた麻辣香油 -  2019年発売。
- 辛さ増し増し香ばしラー油 - 2021年発売。
- きざみしょうが - 2012年発売。
- きざみにんにく - 2012年発売。
- フライドにんにく　バター味 - 2022年発売。
- フライドにんにく　こしょう味 - 2022年発売。
- 鶏ごぼうみそ- 2023年発売。
- にんにくみそ- 2023年発売。
- 唐辛子みそ- 2023年発売。
- 桜花漬 - 1920年発売。
- 福神漬 - 1920年発売。
- さあさあ生七味とうがらし 山椒はピリリ結構なお味 - 2014年発売。
- おいしい唐がらしソース- 2023年発売。
- 揚げ葱がザクッと香ばしい食べるねぎ油- 2025年発売。

### 過去に販売していた製品
- 白桃缶詰 - 1938年発売。
- 房州枇杷缶詰 - 1938年発売。
- フルーツサラダ - 1938年発売。
- 野菜みりん漬 - 1920年発売。
- 鯛てんぶ
- なめ茸むらさき - 1968年発売。
- 桃屋のおこうこです - 1978年発売。
- 桃屋焼肉のたれ
  - 赤ラベル - 1974年発売。
  - 辛口
  - みそ風味
  - しょうが風味
  - ピリッと四川
  - トロミ広東
  - 上下 - 1984年発売。下のたれで肉を下ごしらえし、上のたれで食べる。
- 麻婆豆腐の素 - 1977年発売。ザーサイも入っていた。
- チャント!炒飯 - 1979年発売。
- すぐつか～る - 1980年発売。
- 花福神
- 豆腐料理 - 1983年発売。
- 木の子釜めしのたね - 1985年発売。
- 味付汕菜
- 海鮮キムチの素 - 2001年発売。いか塩辛、きざみ海老、かきの煮汁、刻み昆布を配合。
- 寒干しキムチ大根 - 1999年発売。
- とんこつ鍋の素
- キムチ鍋の素
- みそキムチ鍋の素 - 2005年発売。
- 本格キムチ鍋の素
- カクテキの素
- 桃屋サラダ麺つゆ - 2004年発売。
- 味付根菜 - 1971年発売。沢庵を油で中華風に味付けしたもの。テレビCMでの「コンサイコンサイ、こっちへコンサイ…」のフレーズは大変有名。
- 熗菜（ちゃんさい）- 漬物の辛子菜を炒めた食材
- 味付山くらげ - 2000年ごろ発売。
- ビビンバ - 2000年ごろ発売。
- にんにくキムチ - 2000年発売。
- 長葱&メンマ黒こしょう風味
- 鶏そぼろ
- ほぐし紅鮭
- 桃屋燻製極付ゆずポン酢
- 桃屋燻製極付鶏だし
- 青のり特選
- 牛肉すき
- すぐできるシリーズ
  - 野菜ライスがすぐできる
  - チキンライスがすぐできる
  - ドライカレーがすぐできる
- おいしいとうがらし - 1992年発売。のちに「おいしい唐がらしソース」と品名を変更したが、販売終了。
- 桃屋のあさ漬けの素
- 桃屋のぬか漬けの素
- 桃屋の中華風味のえのき茸 - 1997年発売。
- 桃屋の洋風サラダ寿司のもと
- どっさりキムチスープ
- どっさり野菜スープ
- 王様キムチスープ
- スープがおいしいキムチスープ
- オイスター中華の素 - 1994年発売。
- 生タイプふりかけ - 2001年ごろ発売（しっとり焼鮭・梅かつお・葉唐昆布の3種類が存在した）。
- きざみザーサイお料理用 - 2001年発売。細かく刻んだザーサイのほかにレッドピーマン・刻み海老・シイタケ・タケノコ入り。
- お料理用きざみにんにく - 2001年発売。
- チャント昆布大根
- 福神&らっきょう
- ぶっかけどんぶり
- 汎（ファン）シリーズ
- ゆかす - 1997年発売。 ユズ、カボス、スダチの果汁をブレンドしたポン酢。
- 茎わかめ
- トムヤムクンの素 - 2016年発売。
- ナムルの素 - 1986年発売。
- 炒菜(ちゃおさい) - 1994年発売。
- 野菜においしいにんにくみそ（販売終了[9]） - 2007年発売[10]。
- ご飯においしい唐辛子みそ（販売終了[11]） - 2019年発売[10]。
- 若摘み葉唐辛子
- 鶏そぼろ甘辛しょうゆ味
- 鶏そぼろトマト味
- 海鮮XO醤 - 1997年発売。
- 梅酢
- 紅鮭茶漬
- スープがおいしい鶏しお鍋の素
- スープがおいしいカレー鍋の素
- スープがおいしい肉鍋の素
- バター味のフライドにんにく - 2012年発売。
- とうがらし味のフライドにんにく - 2012年発売。
- 極付和風だし
- 極付鶏だし
- 極付ゆずポン酢
- とりごぼう釜飯のたね - 1996年発売。
- 具を食べるキムチスープ - 1996年発売。
- 具を食べるザーサイスープ - 1996年発売。

など。

## テレビ番組
- 日経スペシャル カンブリア宮殿 納得するまで商品化せず! ロングセラーを生む桃屋の"良品質主義"（2016年6月30日、テレビ東京）- 桃屋 代表取締役社長 小出雄二出演[12]。

## 提供番組

### 現在の提供番組
テレビ
- どさんこワイド179 （札幌テレビ、金曜のみ提供）
- 開運!なんでも鑑定団 （琉球放送）
- スーパーJチャンネルあきた（秋田朝日放送、水曜のみ提供）など

また、信越放送やテレビ新広島、秋田朝日放送、北陸朝日放送、福井放送、四国放送でもスポットCMが流れる（前者は土日に多く、後者はやや少なめ）。
ラジオ
- Skyrocket Company（TOKYO FM 月曜日の18:15頃のコーナー「桃屋の秒メシ!」提供）

### 過去の提供番組
（生コマーシャルも含む）
- 日本テレビ系
  - ルンルンあさ6生情報 → ジパングあさ6
  - 追跡 （一時期火曜に提供していた）
  - 笑点 （40分番組時代の末期、1992年 - 1995年ごろ。同じく食品メーカーのカルビーも提供）
  - ぶらり途中下車の旅
  - 午後は○○おもいッきりテレビ（2001年10月ごろ）
  - 2時のワイドショー → この2時とまれ 青春奥さん → 2時です奥さん → ちょっと、和久井の2時ですよ（札幌テレビ）
  - アンデュ（中京テレビ）
  - 木曜ゴールデンドラマ（読売テレビ）
- TBS系
  - 1・2・3と4・5・ロク（前期まで一社提供）
  - 星の子チョビン
  - スタジオ2時（毎日放送）
  - ウェザーショー・空飛ぶお天気スタジオ（一社提供）
  - JNNおはようニュース&スポーツ
  - ムーブ → ザッツ!
  - 上岡龍太郎がズバリ!
  - お江戸粋いき!（一社提供。TBSローカル日曜11:40 - に放送していたミニ番組。OPとEDではのり平アニメが放送された）
  - RKBニュースワイド（RKB毎日放送）
  - とく報!4時ら（静岡放送。金曜16:00枠）
  - 徳光和夫の感動再会"逢いたい"（水曜ノンフィクションのローカル枠降格に伴い降板）
  - 総力報道!THE NEWS（TBSローカルの18:20頃 - 18:30頃。月 - 金曜の毎晩。） - 2009年（平成21年）9月30日で降板[注 2]
  - THE NEWS（土曜 6:30 - 6:45と日曜 6:45 - 7:00の枠） - 2009年（平成21年）9月26日・27日まで
  - 金曜ドラマ（2011年（平成23年）4月期より、一時降板した時期あり。2014年3月末で降板）※ 2011年（平成23年）4月1日の改編期特番より提供枠を再開
- フジテレビ系
  - 夜のヒットスタジオ（初期）
  - 木枯し紋次郎
  - 3時のあなた → タイム3 - 「3時のあなた」で放送された、当社の生CMは長年に渡って多くの反響を集めた。
  - 月曜ドラマランド
  - キテレツ大百科
  - 木曜の怪談
  - 子育てれび（一時期、提供降板時期あり）
  - ゲゲゲの鬼太郎（第5作） - 登場キャラクターとのコラボCMを放送。
  - ドラゴンボール改 - 同上。
  - ニョッキン7（岡山放送）
  - ゲゲゲの鬼太郎（第6作）[注 3]（2019年10月6日のみ）
- テレビ朝日系
  - モーニングショー（水曜の提供（「宮尾すすむのああ日本の社長」のコーナーが放送される曜日）。）
  - ゴールデンワイド劇場 → 月曜ワイド劇場（前者は60秒、後者は30秒）
  - 土曜ワイド劇場 （1982年（昭和57年）頃  -  1986年（昭和61年）9月頃まで一時期）
  - 爆笑!!ドットスタジオ
  - とれんでぃ9 → 旅ここが知りたい! → ビートたけしのTVタックル（初期の「どーする!?TVタックル」時代まで提供。）
  - ミュージックステーション（放送開始当初の提供）
  - 火曜スーパーワイド → 火曜ミステリー劇場
  - 水曜21時枠刑事ドラマ （一時期提供）
  - 朝日放送制作金曜22時枠（1975年（昭和50年）4月4日  -  1988年（昭和63年）3月まで）主に「必殺シリーズ」のスポンサー複数社の1社。
  - ANNスーパーJチャンネル（テレビ朝日ローカルの土曜17:30。2009年（平成21年）3月28日までの数年間提供。）
  - プロポーズ大作戦（朝日放送制作）
  - クッキングパパ（朝日放送制作）
  - 驚きももの木20世紀（朝日放送制作）
- テレビ東京系
  - 木曜洋画劇場
  - クイズ!タモリの音楽は世界だ（第1期）
  - 水曜18:00 - 18:30枠
    - 元気爆発ガンバルガー
    - 熱血最強ゴウザウラー
    - とっても!ラッキーマン
    - BLUE SEED
    - 愛天使伝説ウェディングピーチ
    - 超光戦士シャンゼリオン
    - 赤ちゃんと僕

  - 新みつばちマーヤの冒険（テレビ大阪。最初で最後の一社提供アニメ）
  - 主にミニ番組のスポンサー （当初丸井が提供していた番組を引き継いで最終回まで提供）
- 永六輔の誰かとどこかで（TBSラジオ）2013年4月以降はTBSラジオ以外の地方ネット局のスポンサーを降板し番組自体も9月に終了。
- 大橋未歩 金曜ブラボー（ニッポン放送、14時台コーナー「桃屋プレゼンツ ちょっとおいしい話」部分のみ）

など多数

## CM

### のり平アニメCM
桃屋がテレビCMを始めた1958年以降、長年三木のり平をアニメキャラ化した「のり平」が登場するアニメCMシリーズを放送し続けている。シリーズ制を採っているTVCMとしては2018年で開始から60周年を迎え、日本では最長に入るCM作品の一つである。基本的な路線はパロディであり、「のり平」が古今東西の名作やその時代時代のブームなどをパロディックに演じるという形になっている。1980年代半ばの時点でACCの秀作賞を10回以上取っている。国定忠治に扮したCMは「昭和のCM100選」に選出されている。
1993年には世界一の長寿キャラクターCMとして『ギネスブック』に申請しているが、比較対照となるデータが存在しないという理由で却下されている。
元々は、新聞の突き出し広告で行われていた芸能人・有名人による桃屋の商品宣伝が原点である。たまたま呼ばれたのり平が突き出しに自分の似顔絵を描くというギャグを披露したところ、これが好評だったことからのり平は約1年間突き出し広告の顔となり、その後テレビCMに移行することになった。初代のアニメーターはレナウンのイエイエ娘などを手がけた大西清である。
このCMシリーズが縁で、のり平と桃屋の当時の社長とは兄弟のような仲になったという。またのり平も同CMをライフワークと考えていた。
のり平の死後には彼の息子である小林のり一が「のり平」役を引き継いでアニメCMを継続中。2018年1月からは「のり平」CM60周年を記念し、のり平時代のCM中の「オムニバス編」「川柳編」から抽出したシーンをアニメ制作会社・エイケンによりデジタルリメイク化、「オムニバス マラソン」「川柳 寝ぼすけ」「川柳 長電話」の3バージョンとして期間限定放送した。このCMでは、のり平の音声が原版から使用されている。

### コラボCM
1969年（昭和44年）に放送された「桃屋のいか塩辛」のCM「コンピューター編」は、当時スポンサーの一つだった『夜のヒットスタジオ』の当時のワンコーナー「コンピューター恋人選び」のパロディであり、コンピュータルームの担当者はのり平顔ではなく、当時コンピューター担当だった小林大輔（当時局アナ）のあだ名「モグラのお兄さん」に因んで、モグラの顔をしていた。
アニメ『ゲゲゲの鬼太郎』（第5作）とのコラボレーションではCMが3つある。1つは鬼太郎と目玉おやじが会話をしていると、いつのまにやらのり平顔になっていくもの（「鬼太郎と目玉おやじ篇」）。もう1つは鬼太郎と猫娘が「ごはんですよ!」でご飯を食べていると、茶碗風呂につかる目玉おやじと共に皆がのり平顔になっていくもの（「鬼太郎とネコ娘篇」）。さらにもう1つはねずみ男、一反木綿、その他の妖怪が加わり、人間社会に必要な物の会議をしていると、のり平顔になった鬼太郎が「やっぱり『ごはんですよ!』ですよね」といって瓶を取り出し、やがて皆がのり平顔になっていくというもの（「妖怪会議篇」。映画版でも1シーンのみだが台詞ありで登場している）。また、番組本編でも鬼太郎たちが『ごはんですよ!』を食べる（あるいはこれから食べようと発言する）場面が何回か見られた。
『ゲゲゲの鬼太郎』（第5作）の後番組『ドラゴンボール改』でもコラボレーションが行われている。1つは孫悟空がのり平顔になった息子の孫悟飯を紹介したら（「ぼく、孫、ごはんですよ」）、それに驚いたブルマ、クリリン、亀仙人までのり平顔に変わるもの（「孫ごはんですよ！登場篇」）。もう1つは悟空、悟飯、クリリン、ピッコロが神龍を呼び出し、願いを言おうとしたところにチチが「みんなー、ごはんですよ」と叫び、のり平顔に変わった神龍が4人に「ごはんですよ!」の乗ったごはんをプレゼントするというもの（「シェンロン篇」）。なお、悟空、クリリンの亀仙流の道着の「亀」のマークが桃屋のマークになっている。
どちらも、登場キャラクターの声優はオリジナル版（鬼太郎＝高山みなみ、目玉おやじ＝田の中勇、孫悟空&孫悟飯＝野沢雅子など）を起用。小林のり一はラストの「桃屋のごはんですよ」のナレーションのみ担当している。
- ただし『鬼太郎』編では、作品によっては鬼太郎や目玉おやじも小林のり一が声を担当する時があった。

またCMではないが、ユニクロとのコラボレーションで2009年（平成21年）夏の限定商品として伝統企業コラボTシャツがユニクロから販売された。キャラクターはイラストの三木のり平。
1971年（昭和46年）に放送された一社提供ドラマ『1・2・3と4・5・ロク』では、犬のロクの声（モノローグ）を三木のり平が担当していた。

### その他
実写のCMも存在し、ロックバンドの怒髪天とガールズユニットのももいろクローバーZがイメージキャラクターを務め、下記の商品を宣伝している。

#### 怒髪天
- 辛そうで辛くない少し辛いラー油「あきらめていた方も！篇」
- キムチの素「心に火をつける飯篇」
- 味付メンマ「食卓のメインへ篇」ほか

#### ももいろクローバーZ
- 桃屋のきざみにんにく
- 桃屋のきざみしょうが
- 江戸むらさき 唐がらしのり「カライ盗ルパン編」 - 1998年に製作された、三木のり平出演としては最後の作品である同作を、キャラや声を全てももクロに変更してリメイク（アニメと実写の合成）。

## 関連会社
- 株式会社 桃光
- 桃屋珠江食品有限公司（中華人民共和国）